# La pasión según G. H.
Publicada en 1964, La pasión según G.H. es una novela de la escritora ucraniana-brasileña Clarice Lispector.

## Trama
G.H., narradora y protagonista, es una mujer de un barrio acomodado de Río de Janeiro. Un día, G.H. ingresa en el único lugar de su casa que le es ajeno: el cuarto de su sirvienta. Ahí encuentra una cucaracha y, tras aplastarla, en palabras de Gonzalo Aguilar, se desencadenan "cavilaciones escritas de la protagonista que cuenta lo que le sucedió como un viaje inmóvil hacia la pulsación de la vida".